# Alcântara (tecido)

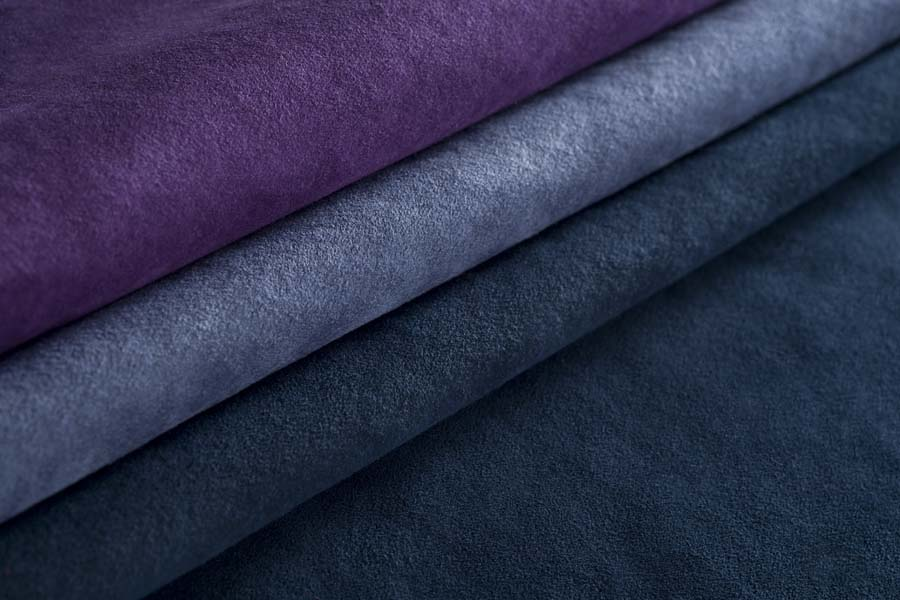
Alcântara.

Alcântara é um tecido de alta tecnologia composto por poliéster e poliuretano não fibroso. Possui como características a suavidade da lã, a elegância da seda, a resistência do linho e a vantagem dos sintéticos, sendo considerado revolucionário no âmbito têxtil. Foi criado em 1972, no Japão. Além disso é impermeável, resiste às deformações e à poeira e facilita a respiração.

## Utilizações
O tecido Alcântara é utilizado na confecção de gabardinas, agasalhos, revestimentos e bancos de veículos (comumente os de alta performance), sofás, casacos, jaquetas e almofadas. Em comparação ao couro, que também é utilizado para esses fins, o Alcântara tem uma vantagem: tem apenas 1/3 da sua massa; e uma desvantagem, também; enquanto o couro exige apenas calor e um peso aquecido para um acabamento perfeito, o Alcântara exige vapor. 

## Cuidados
O tecido Alcântara é lavável na máquina e é resistente à deformação, o que possibilita a transpiração facilmente. A lavagem deve ser suave em roupas de modal, viscose e fibras sintéticas (acrílico, poliéster e poliamida). O artigo pode ser alvejado a frio com cloro ou produtos que contenham cloro, enxaguado com água fria e posteriormente imerso na solução de cloro durante 15 até 30 minutos. 
Após a lavagem com alvejante, deve-se enxaguar bem e tratar conforme a etiqueta. Os artigos de Alcântara podem ser lavados com todos os solventes normalmente e produtos removedores de manchas também podem ser usados. Ao passar roupas compostas de Alcântara utilize ferro moderadamente quente (150° C) - na escala "lã/ seda/ poliéster/ viscose”. Pode-se usar ferro a vapor. Evite pressionar ou repuxar o tecido.